# Софія Даненберґ
Софія Даненберг (англ. Sophia Danenberg, нар. 1972, Хоумвуд, штат Іллінойс) — американська альпіністка, найвідоміша як перша афроамериканка і перша чорношкіра жінка, що піднялася на вершину гори Еверест, найвищу гору в світі.

## Біографія
Народилась у містечку Хоумвуд (південне передмістя Чикаго) від японської матері та чорного батька.
Вона відвідувала Домвуд-Флоссмурську середню школу, яку закінчила в 1990 році. Даненберг потім вивчала екологічні науки та державну політику в Гарвардському університеті, закінчивши в 1994 році, перш ніж перейти в університет Кейо в Токіо як стипендіат Фулбрайта. Потім Даненберг розпочала свою професійну кар'єру з «Юнайтед Технолоджіс» в Японії та Китаї, керуючи проектами з енергетики та якості повітря в приміщенні, перш ніж переїхати до Хартфорда, штат Коннектикут, де працювала в дослідницьких програмах зелених технологій в «Юнайтед Технолоджіс» 
Даненберг стала займатися альпінізмом у 1999 році, після того, як друг дитинства заохотив її спробувати скелелазіння. У місцевому Аппалачському  гірському  клубі, вона зустріла  свого майбутнього чоловіка Девіда Даненберга.
Перший великий підйом Даненберга відбувся на гору Раньє в штаті Вашингтон у 2002 році. Протягом наступних двох років вона з Девідом підкорили  Кіліманджаро (Кенія) 2002 р., Маунт Бейкер, штат Вашингтон, 2003 р. та гору Кенія, 2003 р. У 2005 р. Вона підкорила п'ять вершин: Гранд Тетон (Вайомінг), гора Катахдін (Мен), гора Мак-Кінлі (Аляска), гора Тасман (Нова Зеландія) та Ама-Даблам (Непал).
19 травня 2006 року о 14:00 Даненберг досягла вершини гори Еверест, у віці 34 роки і стала першою афроамериканкою та першою чорношкірою жінкою світу, яка піднялася на найвищу гору в світі, гору Еверест у Гімалаях (Непал).
Софія Даненберг, яка  станом на 2008 рік піднялася на 19 вершин, тепер відповідає за законодавчі та регуляторні питання з питань глобальної екології, здоров'я та безпеки..